# Porfiria
La porfiria (pronuncia: /porfiˈria/; "porfirìa")  rappresenta un insieme di malattie rare, per la maggior parte ereditarie, dovute a un'alterazione dell'attività di uno degli enzimi che sintetizzano il gruppo eme nel sangue.
Si tratta di un gruppo di patologie in cui le sostanze chiamate porfirine si accumulano, influenzando negativamente la pelle e il sistema nervoso. I sintomi di un attacco includono dolore addominale, dolore toracico, vomito, confusione, stitichezza, febbre, pressione alta e frequenza cardiaca elevata. Gli attacchi di solito durano da giorni a settimane. Le complicazioni possono includere paralisi, bassi livelli di sodio nel sangue e convulsioni. Gli attacchi possono essere causati da alcol, fumo, cambiamenti ormonali, digiuno, stress o alcuni farmaci. Se la pelle è interessata, possono verificarsi vesciche o prurito con esposizione alla luce solare.
La maggior parte dei tipi di porfiria sono ereditati dai genitori e sono dovuti a una mutazione in uno dei geni che fanno eme. Possono essere ereditati in maniera autosomica dominante, autosomica recessiva o legata all'X. Un tipo, la porfiria cutanea tarda, potrebbe anche essere dovuto a un aumento di ferro nel fegato, epatite C, alcol o HIV / AIDS. Il meccanismo sottostante determina una diminuzione della quantità di eme prodotta e un accumulo di sostanze coinvolte nella produzione di eme. Le porfirie possono anche essere classificate in base al fatto che siano interessati il fegato o il midollo osseo. La diagnosi è in genere eseguita con esami del sangue, delle urine e delle feci. Test genetici possono essere fatti per determinare la mutazione specifica.
Il trattamento dipende dal tipo di porfiria e dai sintomi individuali. Il trattamento della porfiria della pelle comporta generalmente la protezione dalla luce solare. Il trattamento per la porfiria acuta può comportare somministrazioni intravenose di eme o glucosio. Raramente si ricorre a un trapianto di fegato.
La frequenza della porfiria non è chiara. Si stima che interessi da 1 a 100 individui ogni 50.000 persone. L'incidenza varia in tutto il mondo a seconda delle regioni. Si ritiene che la porfiria cutanea tarda sia il tipo più comune. La malattia fu descritta almeno già nel 370 a.C. da Ippocrate. Il meccanismo sottostante fu descritto per la prima volta da Felix Hoppe-Seyler nel 1871. Il nome porfiria deriva dal greco πορφύρα, porfira, che significa "viola", un riferimento alla colorazione che l'urina può assumere durante un attacco.

## Segni e sintomi
I diversi tipi di porfirie si possono dividere in due gruppi: porfirie acute e porfirie croniche (altra classificazione è la divisione in epatiche ed eritropoietiche).

### Porfirie acute
Le porfirie acute sono:
- Deficit di ALA deidratasi (ALAD) (epatica)
- Porfiria acuta intermittente (AIP) (epatica)
- Coproporfiria ereditaria (HCP) (epatica)
- Porfiria variegata (VP) (epatica)

Queste malattie colpiscono principalmente il sistema nervoso, causando crisi episodiche note come attacchi acuti. Il sintomo principale di un attacco acuto è il dolore addominale, spesso accompagnato da vomito, ipertensione (pressione arteriosa elevata) e tachicardia (una frequenza cardiaca anormalmente rapida). Gli episodi più gravi possono comportare complicazioni neurologiche: tipicamente neuropatia motoria (grave disfunzione dei nervi periferici che innervano i muscoli), che porta potenzialmente alla quadriplegia (paralisi di tutti e quattro gli arti) e sintomi del sistema nervoso centrale come convulsioni e coma. Occasionalmente, possono esserci sintomi psichiatrici di breve durata come ansia, confusione, allucinazioni e, molto raramente, psicosi conclamata. Tutti questi sintomi si risolvono una volta superato l'attacco acuto. La porfiria non è una causa di malattia psichiatrica cronica, sebbene sia stata suggerita un'associazione con ansia e depressione.
Date le numerose presentazioni e l'incidenza relativamente bassa della porfiria, i pazienti inizialmente potrebbero essere sospettati di avere altre condizioni non correlate. Ad esempio, la polineuropatia della porfiria acuta può essere confusa con la sindrome di Guillain-Barré e il test della porfiria è comunemente raccomandato in quelle situazioni.

### Porfirie croniche
- Porfiria cutanea tarda (PCT) (epatica) - La porfiria cutanea tarda è la più frequente. Compare generalmente intorno ai 30-40 anni, quasi mai si riscontra nell'infanzia. Come dice il nome stesso, questo tipo di porfiria presenta effetti cutanei presenti nelle zone esposte al sole che consiste in fragilità cutanea con formazione di bolle, erosioni che si trasformano in croste e cisti. Le persone affette da PCT tendono ad avere problemi epatici più facilmente della media, soprattutto in conseguenza all'eccessiva assunzione di alcool, al sovraccarico di ferro, all'infezione da virus, e qualche volta, a causa dell'assunzione di farmaci, soprattutto gli estrogeni.
- Porfiria epatoeritropoietica (HEP) (epatica)
- Porfirie eritropoietiche:
  - Anemia sideroblastica ereditaria
  - Porfiria eritropoietica congenita o malattia di Gunther (CEP) (eritropoietica) - È molto rara; causa anemia emolitica e fotosensibilità: i sintomi sono presenti fin dalla nascita. Le urine sono rosso scuro, per la grande quantità di porfirine eliminate. Particolare di questa malattia è l'eritrodonzia: illuminando i denti con luce ultravioletta questi appaiono di colore rosso fluorescente. La fluorescenza è dovuta alle porfirine che si depositano nel fosfato di calcio dei denti.
  - Protoporfiria eritropoietica (EPP) (eritropoietica) - Non è molto frequente. Compare durante i primi anni di vita. La sintomatologia è caratterizzata da bruciore, eritema ed edema delle zone esposte al sole, ispessimento della cute, soprattutto in corrispondenza del dorso delle mani e del naso. Spesso sono presenti problemi epatici dovuti alla stasi di protoporfirine nelle cellule del fegato e nei canalicoli biliari, con conseguente formazione di calcoli nella colecisti.

Nessuno di questi è associato ad attacchi acuti; la loro manifestazione primaria è con la malattia della pelle. Per questo motivo, queste quattro porfirie - insieme a due porfirie acute, VP e HCP, che possono anche comportare manifestazioni cutanee - sono talvolta chiamate porfirie cutanee.
La manifestazioni cutanee pelle sono presenti laddove si accumulano le porfirine in eccesso. Le porfirine sono molecole fotoattive e l'esposizione alla luce si traduce nella promozione di elettroni a livelli di energia più elevati. Quando questi ritornano al livello di energia a riposo o allo stato fondamentale, l'energia viene rilasciata. Ciò spiega la proprietà della fluorescenza tipica delle porfirine. Ciò provoca danni locali alla pelle.

#### Manifestazioni cutanee
Due tipi distinti di patologie della pelle sono visibili nella porfiria cronica:
- Fotosensibilità immediata. Questo è tipico di XLDPP e EPP. Dopo un periodo variabile di esposizione al sole, tipicamente di circa 30 minuti, i pazienti lamentano forti dolori, bruciore e disagio nelle aree esposte. In genere, gli effetti non sono visibili, anche se occasionalmente possono verificarsi arrossamenti e gonfiori della pelle.
- Malattia della pelle vescicolo-erosiva: Questo - un riferimento alle vesciche caratteristiche (vescicole) e alle piaghe aperte (erosioni) annotate nei pazienti - è il modello osservato in CEP, PCT, VP e HCP. Le modifiche sono visibili solo in aree esposte al sole come il viso e il dorso delle mani. Una malattia della pelle più lieve, come quella osservata in VP e HCP, consiste in una maggiore fragilità cutanea nelle aree esposte con la tendenza a formare vesciche ed erosioni, in particolare dopo piccoli urti o graffi. Questi guariscono lentamente, lasciando spesso piccole cicatrici che possono essere più chiare o più scure rispetto alla pelle normale. A volte si osserva una patologia cutanea più grave in PCT, con lesioni prominenti, scurimento della pelle esposta come il viso e ipertricosi: crescita anormale dei peli sul viso, in particolare sulle guance. La malattia più grave si riscontra nella CEP e una rara variante della PCT nota come porfiria epato-eritropoietica (HEP); i sintomi includono grave accorciamento delle dita, perdita di appendici cutanee come capelli e unghie e gravi cicatrici della pelle con progressiva scomparsa di orecchie, labbra e naso. I pazienti possono anche mostrare deformazioni, denti scoloriti o anomalie gengivali e oculari.

## Cause
Le porfirie sono generalmente considerate di natura genetica.

### Fattori scatenanti
La porfiria acuta può essere scatenata da un numero di farmaci, molti dei quali si ritiene che l'attivino interagendo con gli enzimi del fegato prodotti con eme. Tali farmaci includono:
- Sulfonammidi, compresi sulfadiazina, sulfasalazina e trimetoprim-sulfametossazolo.
- Sulfaniluree come glibenclamide, gliclazide e glimepiride, anche se si pensa che la glipizide sia sicura.
- Barbiturici inclusi tiopentale, fenobarbitale, primidone, ecc.
- Trattamento sistemico con antimicotici tra cui fluconazolo, griseofulvina, ketoconazolo e voriconazolo (si ritiene che l'uso topico di questi agenti sia sicuro a causa dell'assorbimento sistemico minimo).
- Alcuni anestetici come la ketamina e l'etomidato.
- Alcuni antibiotici come rifapentina, rifampicina, rifabutine, isoniazide, nitrofurantoina e, probabilmente, metronidazolo.
- Derivati di ergot inclusi diidroergotamina, ergometrina, ergotamina, metisergide, ecc.
- Alcuni farmaci antiretrovirali (ad esempio indinavir, nevirapina, ritonavir, saquinavir, ecc.)
- progestinici
- Alcuni anticonvulsivi tra cui: carbamazepina, etosuccimide, fenitoina, topiramato, valproato.
- Alcuni antidolorifici come destropropossifene, ketorolac, metamizolo, pentazocina
- Alcuni trattamenti contro il cancro come bexarotene, busulfan, clorambucile, estramustina, etoposide, flutamide, idarubicina, ifosfamide, irinotecan, ixabepilone, letrozolo, lomustina, megestrolo, mitomicina, mitoxantrone, paclitaxel, procarbazina, tamoxifene, topotecan
- Alcuni antidepressivi come imipramina, fenelzina, trazodone
- Alcuni antipsicotici come risperidone, ziprasidone
- Alcuni retinoidi usati per le condizioni della pelle come l'acitretina e l'isotretinoina
- Varie altre: cocaina, metildopa, fenfluramina, disulfiram, orphenadrina, pentossifillina, sodio aurothiomalato, ecc.

### Genetica
I sottotipi di porfiria dipendono da quale enzima è carente.
| Tipo di porfiria                                          | Deficit enzimatico                                                                     | Eritropoietico- epatico | Ereditarietà                                   | Sintomi                                                                                             | Prevalenza                                     |
| --------------------------------------------------------- | -------------------------------------------------------------------------------------- | ----------------------- | ---------------------------------------------- | --------------------------------------------------------------------------------------------------- | ---------------------------------------------- |
| Protoporfiria dominante legata all'X (XLDPP)              | 5-aminolevulinato (ALA) sintasi (ALAS)                                                 | eritropoietica          | X-linked dominante                             | Fotosensibilità, cirrosi                                                                            | Raro; circa 50 casi segnalati                  |
| Porfiria da carenza di aminolevulinato deidratasi (ALADP) | 5-aminolevulinato deidratasi (ALAD)                                                    | epatica                 | Autosomica recessiva                           | Dolore addominale, neuropatia                                                                       | Estremamente raro; meno di 10 casi riportati   |
| Porfiria acuta intermittente (AIP)                        | Idrossimetilbilirubinsintetasi (HMBS) precedentemente porphobilinogen deaminase (PBGD) | epatica                 | Autosomica dominante                           | Dolore addominale periodico, neuropatia periferica, disturbi psichiatrici, tachicardia              | 1 su 10.000 -20.000                            |
| Porfiria eritropoietica congenita (CEP)                   | uroporfirinogeno sintetasi (UROS)                                                      | eritropoietica          | Autosomica recessiva                           | Grave fotosensibilità con eritema, gonfiore e vesciche. Anemia emolitica, splenomegalia             | 1 su 1.000.000 o meno                          |
| Porfiria cutanea tarda (PCT)                              | uroporfirinogeno decarbossilasi (UROD)                                                 | epatica                 | Circa l'80% sporadico 20% autosomico dominante | Fotosensibilità con vescicole e bolle                                                               | 1 su 10.000                                    |
| Coproporfiria ereditaria (HCP)                            | coproporfirinogeno ossidasi (CPOX)                                                     | epatica                 | Autosomica dominante                           | Fotosensibilità, sintomi neurologici, coliche                                                       | 1 su 500.000                                   |
| Arderoporfiria                                            | coproporfirinogeno ossidasi (CPOX)                                                     | eritropoietica          | Autosomica recessiva                           | Ittero, anemia, ingrossamento del fegato e della milza, spesso neonatale. Fotosensibilità più tardi | Estremamente raro; meno di 10 casi riportati   |
| Porfiria Variegata VP)                                    | protoporfirinogeno ossidasi (PPOX)                                                     | epatica                 | Autosomica dominante                           | Fotosensibilità, sintomi neurologici, ritardo dello sviluppo                                        | 1 su 300 in Sudafrica 1 su 75 000 in Finlandia |
| Protoporfiria eritropoietica (EPP)                        | Ferrochelatasi (FECH)                                                                  | eritropoietica          | Autosomica dominante                           | Fotosensibilità con lesioni cutanee. Calcoli biliari, lieve disfunzione epatica                     | 1 su 75 000 -200.000                           |

## Patogenesi
Nell'uomo, le porfirine sono i principali precursori dell'eme, un costituente essenziale dell'emoglobina, della mioglobina, della catalasi, della perossidasi e dei citocromi del fegato P450.
Il corpo richiede porfirine per produrre eme, che è usato per trasportare ossigeno nel sangue, tra le altre cose, ma nella porfiria c'è un deficit (ereditato o acquisito) degli enzimi che trasformano le varie porfirine in altre, portando a livelli anormalmente alti di una o più di queste sostanze. Le porfirie sono classificate in due modi: dai sintomi e dalla fisiopatologia. Fisiologicamente, le porfirie sono classificate come epatiche o eritropoietiche in base ai siti di accumulo di precursori dell'eme, nel fegato o nel midollo osseo e nei globuli rossi.
La carenza di enzimi della via della porfirina porta a una produzione insufficiente di eme. La funzione dell'eme svolge un ruolo centrale nel metabolismo cellulare. Questo non è il problema principale nella porfiria; la maggior parte degli enzimi di sintesi dell'eme - anche gli enzimi disfunzionali - hanno una sufficiente attività residua per aiutare nella biosintesi dell'eme. Il problema principale in queste carenze è l'accumulo di porfirine, i precursori dell'eme, che sono tossici per i tessuti in alte concentrazioni. Le proprietà chimiche di questi prodotti intermedi determinano la posizione dell'accumulo, se inducono fotosensibilità e se l'intermedio è escreto (nelle urine o nelle feci).
Ci sono otto enzimi nella via biosintetica dell'eme, quattro dei quali - il primo e gli ultimi tre - sono nei mitocondri, mentre gli altri quattro sono nel citosol. Difetti in uno di questi possono portare a qualche forma di porfiria.
Le porfirie epatiche sono caratterizzate da attacchi neurologici acuti (convulsioni, psicosi, dorso estremo e dolore addominale e una polineuropatia acuta), mentre le forme eritropoietiche presentano problemi cutanei, di solito una eruzione vescicante sensibile alla luce e una maggiore crescita dei capelli.
La porfiria variegata (anche porfiria variegata o porfiria mista), che risulta da una parziale deficienza di PROTO ossidasi, si manifesta con lesioni cutanee simili a quelle della porfiria cutanea tarda combinata con attacchi neurologici acuti. Tutte le altre porfirie sono predominanti sulla pelle o sul nervo.

## Diagnosi
La diagnosi viene effettuata con uno scrupoloso esame delle porfirine nel sangue, nelle urine e nelle feci. Per la precisa analisi del tipo di porfiria si ricorre a esami più specifici come la valutazione dell'attività dei singoli enzimi nel sangue, anche se non tutti i saggi per ogni enzima sono disponibili. L'analisi genetica permette di confermare la diagnosi con sicurezza. La diagnosi delle fasi acute si effettua attraverso il dosaggio di ALA (acido delta-aminolevulinico) e di PBG (porfobilinogeno) nelle urine.
In generale, la stima delle urine di porfobilinogeno (PBG) è il primo passo se si sospetta una porfiria acuta. Come risultato del feedback, la diminuzione della produzione di eme porta ad un aumento della produzione di precursori, essendo il PBG una delle prime sostanze nel percorso di sintesi della porfirina. In quasi tutti i casi di sindromi acute di porfiria, il PBG urinario è marcatamente elevato tranne che per il raro deficit di ALA deidratasi o nei pazienti con sintomi dovuti a tirosinemia ereditaria di tipo I. In caso di porfiria da avvelenamento da mercurio o arsenico, compaiono altri cambiamenti nei profili di porfirina, in particolare aumenti delle uroporfirine I e III, coproporfirine I e III e pre-coproporfirina
Ripetere i test durante un attacco e successivi attacchi può essere necessario per rilevare una porfiria, poiché i livelli possono essere normali o quasi normali tra gli attacchi. È noto che il test di screening delle urine fallisce nelle fasi iniziali di un grave attacco di porfiria intermittente acuto, potenzialmente letale.
Fino al 90% dei portatori genetici delle più comuni porfirie epatiche acute ereditarie dominate (porfiria intermittente acuta, coproporfiria ereditaria, porfiria variegata) sono stati notati nei test del DNA come latenti per i sintomi classici e possono richiedere test del DNA o degli enzimi. L'eccezione a questo può essere per portatori genetici post-pubertà latenti di coproporfiria ereditaria.
Poiché la maggior parte delle porfirie sono condizioni rare, i laboratori ospedalieri generali di solito non dispongono dell'esperienza, della tecnologia o del personale per eseguire i test di porfiria. In generale, il test prevede l'invio di campioni di sangue, feci e urine in un laboratorio di riferimento. Tutti i campioni per rilevare le porfirine devono essere maneggiati correttamente. I campioni devono essere assunti durante un attacco acuto; altrimenti potrebbe verificarsi un risultato falso negativo. I campioni devono essere protetti dalla luce e refrigerati o conservati
Se tutti gli studi sulla porfirina sono negativi, si deve considerare la pseudoporfiria. Un'attenta analisi del farmaco spesso troverà la causa della pseudoporfiria.

### Ulteriori test diagnostici
Potrebbero essere necessari ulteriori test diagnostici sugli organi interessati, come studi sulla conduzione nervosa per la neuropatia o un'ecografia del fegato. I test biochimici di base possono aiutare a identificare la malattia del fegato, il carcinoma epatocellulare e altri problemi agli organi.

## Terapie
Nei casi di porfiria acuta è importante la prevenzione: non somministrare farmaci che possano indurre la malattia e instaurando una dieta ricca di zuccheri. Ci sono alcune terapie farmacologiche che sono in grado di contenere le crisi acute.
In caso pazienti affetti da porfirie acute debbano essere sottoposti ad anestesia è controindicato l'uso di tiopental e dei barbiturici in generale, perché sono in grado di provocare una crisi acuta di porfiria a causa dell'induzione enzimatica che producono nel fegato. In questi pazienti viene di norma preferito propofol come induttore di anestesia.
Per le porfirie non acute, quali quelle dei malati di malattia di Gunther, si cerca di effettuare il trapianto di midollo osseo o, in alternativa, si cerca di effettuare delle trasfusioni.
Nella porfiria cutanea tarda la terapia iniziale deve essere incentrata sull'allontanamento della sostanza tossica (virus, alcool, ferro, farmaci) e sulla protezione dal sole. In seguito, si può intervenire aumentando l'eliminazione di porfirine.
Per la protoporfiria la terapia consiste nella protezione dal sole attraverso creme schermanti e mediante b-carotene.